# 内华达山脉天文台

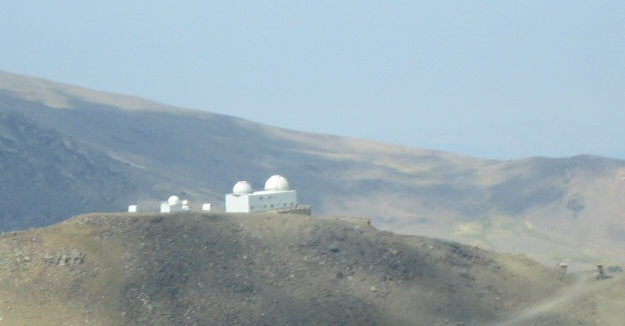
最新光学望远镜群

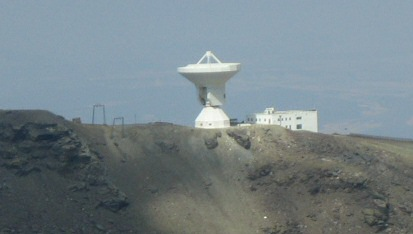
射电望远镜

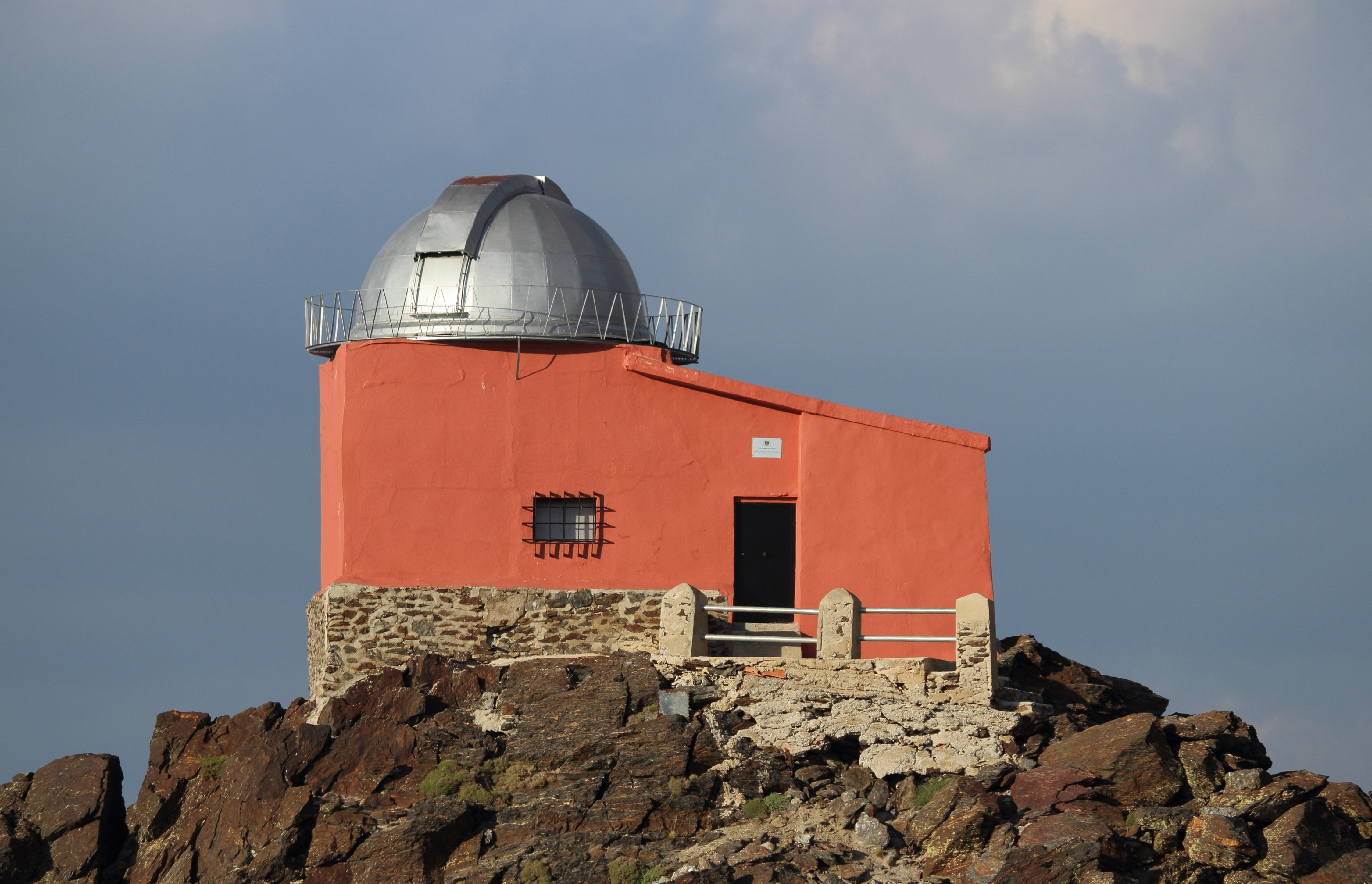
一个古老的望远镜

内华达山脉天文台（Sierra Nevada Observatory，OSN）建立于1981年，位于西班牙格拉纳达省内华达山脉的海拔高达2896米Loma de Dilar山上。它由安达卢西亚天体物理研究所（IAA）管理和维护。天文台有两台内氏望远镜，口径分别为1.5米和0.9米。